# Prostitution en Papouasie-Nouvelle-Guinée

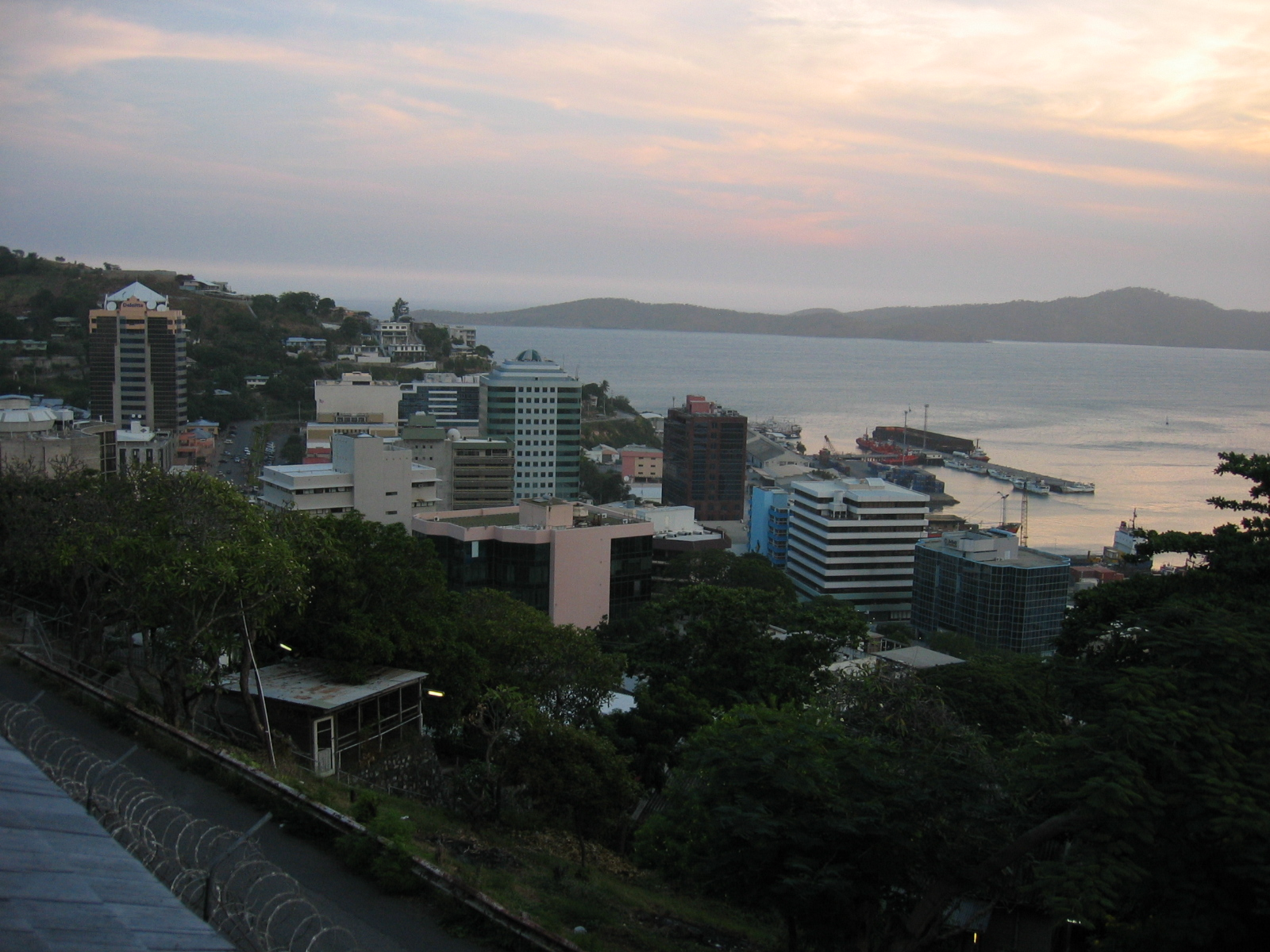
Port Moresby Town Mschlauch

La prostitution en Papouasie-Nouvelle-Guinée est la place qu'occupe la prostitution en Papouasie-Nouvelle-Guinée dans divers contextes et dans un cadre légal confus où des lois faiblement appliquées permettent une notable activité de cette espèce. La prostitution se produit dans les rues, dans les bars, les bordels et dans les zones d'exploitation forestière, minière et de palmiers à huile. En 2010, on estimait qu'il y avait 2 000 prostituées dans la capitale, Port Moresby. Beaucoup de femmes se sont tournées vers le commerce du sexe en raison de la pauvreté ou du chômage.
Le VIH, le trafic sexuel, et la prostitution des enfants sont des problèmes en Papouasie-Nouvelle-Guinée.

## Situation juridique
La situation juridique en Papouasie-Nouvelle-Guinée est complexe. La loi de 1977 sur les infractions sommaires précise que tenir un bordel ou vivre des revenus des infractions liées à la prostitution est illégal. L'idée de la loi était de dépénaliser la prostitution mais de criminaliser ceux qui cherchaient à l'exploiter ou à en profiter. En 1978, un tribunal de Papouasie-Nouvelle-Guinée a interprété «vivre des revenus de la prostitution» comme englobant «le profit de sa propre prostitution». (Wemay v Tumdual). La décision rendait de fait toute prostitution illégale. Dans une autre affaire, il a été jugé que "des relations sexuelles occasionnelles pour de petites sommes d'argent ne suffisaient pas à justifier une condamnation". Cela peut être une situation juridique unique dans la mesure où la prostitution est rendue illégale non pas par la loi statutaire mais par la jurisprudence.
Dans les zones rurales, le «droit coutumier» est également en vigueur. Ces lois ne sont pas écrites, mais reposent sur la connaissance des lois des peuples autochtones.
Des appels ont été lancés pour légaliser la prostitution. En octobre 2016, un projet de loi d'initiative parlementaire a été présenté au Parlement par le député de Sumkar, Ken Fairweather, pour inciter à la légalisation. Le premier ministre Peter O'Neill et le gouverneur d'Oro Gary Juffa ont dit qu'ils s'opposeraient à tout appel à la légalisation.

## Forces de l'ordre
L'application de la loi est incohérente. Les travailleurs du sexe et les ONG signalent des actes de corruption au sein de la police,. Des actes de violence, d’intimidation, d’abus, d’extorsion et de viol commis par la police sont également signalés . La transmission volontaire du VIH, condamnée par la loi de 2003 sur la gestion et la prévention du VIH / SIDA (HAMP), est parfois utilisée pour détenir des professionnel(le)s du sexe, mais il n'y a aucune preuve que des condamnations aient eu lieu en vertu de cette législation.

## VIH
Le pays a la prévalence du VIH la plus élevée du Pacifique. Les professionnel(le)s du sexe sont l'un des groupes à haut risque. L'accès aux soins de santé est faible pour les professionnel(le)s du sexe. L'ONUSIDA a estimé une prévalence du VIH à 17,8% parmi les professionnelles du sexe en 2016.

## Trafic sexuel
La Papouasie-Nouvelle-Guinée est un pays d'origine, de transit et de destination pour les femmes et les enfants victimes de trafic sexuel. Les femmes et les enfants étrangers et locaux sont victimes de trafic sexuel, notamment à proximité de sites d'exploitation forestière, minière et de palmiers à huile. Les  «Mosko Girls », des jeunes filles employées dans des bars pour accompagner les clients et vendre une boisson alcoolisée appelée mosko, sont vulnérables à la traite des êtres humains, en particulier autour des grandes villes. Dans le pays, les enfants et les femmes des zones rurales sont trompés, souvent par des proches, avec des promesses de travail ou d'éducation légitimes pour se rendre dans différentes provinces où ils sont victimes de trafic sexuel. Des ONG rapportent que certains parents reçoivent de l'argent de trafiquants qui ont exploité leurs filles adolescentes à des fins de prostitution, notamment à proximité de sites miniers et d'exploitation forestière. Des enfants, y compris des filles d'à peine 5 ans originaires de zones rurales reculées, seraient victimes de trafic sexuel par des membres de leur famille immédiate ou de leur tribu. Les chefs tribaux échangeraient entre eux le service des filles et des femmes contre des armes et pour forger des alliances politiques.
Les jeunes filles vendues dans le cadre de mariages polygames peuvent être exploitées à des fins de prostitution. Dans les zones urbaines, les parents auraient exploité leurs enfants dans le trafic sexuel directement ou dans des bordels pour subvenir aux besoins de leur famille ou payer les frais de scolarité. Les responsables gouvernementaux faciliteraient la traite en acceptant des pots-de-vin pour permettre aux migrants sans papiers d'entrer dans le pays ou d'ignorer les situations de traite, et certains pourraient exploiter les victimes de la traite sexuelle ou en faire des victimes pour d'autres personnes en échange de faveurs politiques ou de votes.
Les sociétés forestières malaisiennes et chinoises prennent des dispositions pour que certaines femmes étrangères entrent volontairement dans le pays avec des visas de tourisme ou d'affaires délivrés frauduleusement. Après leur arrivée, beaucoup de ces femmes, originaires de pays comme l'Indonésie, la Malaisie, la Thaïlande, la Chine et les Philippines, sont confiées à des trafiquants qui les transportent vers des camps d'exploitation forestière et minière, des sites de pêche et de divertissement, et les exploitent sous forme de prostitution forcée.
Le Bureau de surveillance et de lutte contre la traite des personnes du département d'État des États-Unis classe la Papouasie-Nouvelle-Guinée comme un pays de « niveau 3 ».